# São José do Herval
São José do Herval là một đô thị thuộc bang Rio Grande do Sul, Brasil. Đô thị này có diện tích 103,094 km², dân số năm 2007 là 2479 người, mật độ 24,05 người/km².